# 美脚性奴会長 亜衣「こ、この変態! 私のタイツになんてことを……!」
『美脚性奴会長 亜衣「こ、この変態! 私のタイツになんてことを……!」』（びきゃくせいどかいちょうあい こ、このへんたい!わたしのたいつになんてことを……）は2008年10月31日にオーバードーズから発売されたアダルトゲームである。
前作『汗濡れ少女美咲「アナタのニオイでイッちゃう!」』のセールスポイントであるHシーンでの独占嗜好などは基本的に受け継いでいるが、レズ描写は削除された。登場する男性キャラクターはプレイヤーの独占感を高めるため極力無個性化され、なるべく存在感をださないように配慮されている。またメイン、サブヒロイン全員が過去に他の男の影も無く全員処女であるなど精神的な面でもプレイヤーの独占欲を満たす設定となっている。更に視点切り替えシステムが追加され、好きな時に脚へと視点を移せるようになっていて美脚を堪能することができる。作中では脚を使った多様な状況が用意されている。メインヒロインの亜衣は調教システムによって段階的に状況が変化する。
本作のタイトル名は翠波たかふみが付けた。原画のジェントル佐々木は、語呂が良くゲーム内容を的確に捉えながら、それでいて少し笑えるタイトルと述べている。
2014年3月28日には、本作品のアダルトアニメ版が発売された。詳細は#アダルトアニメを参照。

## ストーリー
吉沢篤志（名前は変更可能）は学生会長の二之宮亜衣に憧れて学生会へ入るが、亜衣の高慢で尊大な性格の前にその恋心は消え、亜衣を自分の物にしたいという歪んだ欲望を持つようになっていた。そんなある日、篤志は亜衣の私室となっている学生会室の鍵を拾うと、会長の弱みがあるかもしれないと考えて学生会室の中へ入る。亜衣の私室となった学生会室に驚く中、亜衣より絶対的に優位に立てる「ネタ」を発見した篤志は、それを利用して自らの歪んだ欲望を満たすために動き出すのであった。

## 登場人物

### メインキャラクター
吉沢篤志（よしざわ あつし）
声：ゲーム版は声優なし、アニメ版はジェット山口
本作の主人公。名前は変更可能。美脚フェチ。学生会に所属しているが亜衣にいい様に使われている。亜衣を脅迫するネタを見つけ、自分の欲望のまま行動するようになる。根は優しい常識人であるが亜衣達を自分以外の人間に触れさせるなどありえないと思っており極めて独占欲が強い。ユーザー＝主人公の徹底の為か立ち絵や顔の類は描かれておらずゲーム版のCG内では体の一部しか出てこなかった。OVA版では、通常・行為シーン共に顔などの詳細な描写がある。
二之宮 亜衣
声：かわしまりの
学生会長。二之宮グループのお嬢様で、学園にも出資している。学園内では八方美人に振舞っており学園内では生徒達から慕われる一方、尊大な性格であり自分より格下の人間に対しては侮蔑的な態度をとる。サディストに見えるが実態は真性のマゾヒストであり心の奥底では他者に支配されたいと望んでいる。上半身に対してややアンバランスな脚に悩みを抱いており、それを隠すために黒タイツや網タイツといったタイツを履いている。学園では乗馬同好会に所属しているが、ストレス発散を主目的としているため、会員の募集は実施していない。処女
皆川 さつき
声：春日アン
亜衣の同期。二之宮家に忠誠を誓っており、亜衣を慕っている。冷静沈着で何事にも事務的にこなす一方、完璧主義者でもある。亜衣とは違い、感情をあまり表に出さない。主人公に対しては、客観的な評価に基づいたうえで一定の評価をしている。また学生会とかけもちで新体操部にも属している。うなじを虐められると感じてしまう。タイツの種類は紫タイツ、レオタード等。処女
織戸 真奈
声：青葉りんご
亜衣と同学年であり学生会では会計担当。胸の感度が非常に良く、胸が服に擦れるだけで感じてしまう事もある。主人公に対しては好意的に接する一方、いたずらを仕掛けることもある。タイツの種類は白タイツ、赤タイツ。処女

### サブキャラクター
梅崎さくら
声：桜城ちか
放送部員、マイクを持つと流暢に喋るが普段は引っ込み思案な性格。性的なことに興味があり自宅や学校で官能小説を読み耽っているが、主人公にそのことを知られ処女を捧げることに。将来は声優になり美少女ゲームのアフレコをすることを夢見ている。
新堂恭子
声：富樫ケイ
水泳部部長。水泳一筋であり今まで男性と付き合った事はない。学生会に部費の予算アップを陳情をしに行くが断られ、その後主人公に脅され処女を奪われることになる。性行為に対しては積極的である。
白倉瑞希
声：都筑なつる
ラクロス部の部員、スランプに悩んでいる。無垢な部分があり主人公の冗談を真に受けて処女を捧げる。
松川春菜
声：高井戸雫
教育実習生、担当は化学。ドジな部分がありその純粋さを主人公に利用され処女を散らすことになる。

## スタッフ
- 原画：ジェントル佐々木
- シナリオ：show-ziii、石弓達也、かすか量、縛乃好、りっくりっく、仙道佳帆、米倉俵
- 音楽：野島健太郎
- 背景：waka
- 監督：翠波たかふみ
- executive producer：三好弘二

## アダルトアニメ
2014年3月28日に、『OVA美脚性奴会長 亜衣 第1巻 二之宮亜衣編』のタイトルで発売された。

## 反響
本作は、Getchu.comの人気投票「美少女ゲームランキング」の総合部門(Side Black)にて20位にランクインした。
キャラクター部門でのランクインはなかったものの、ユーザーからは亜衣のキャラクター性を評価する声が寄せられたほか、ボイス部門でも同様に亜衣役のかわしまりのの演技を評価する声が寄せられた。

## 評価
パソコンゲーム雑誌の編集者である前田尋之の公式サイト「電脳世界のひみつ基地」においてライターの松田は、別作品のレビュー記事の中で本作についても言及しており、ヒロインの美脚を見ながら会話できるシステムがユニークであると評価した。